# ألان لويس (لاعب كرة قاعدة)
ألان لويس (بالإنجليزية: Allan Lewis)‏ هو لاعب كرة قاعدة أمريكي، ولد في 12 ديسمبر 1941 في كولون (بنما) في بنما.

## وصلات خارجية
- ألان لويس على موقع دوري كرة القاعدة الرئيسي (الإنجليزية)
- ألان لويس على موقعبيزبول رفرنس.كوم (الدوري الرئيسي) (الإنجليزية)
- ألان لويس على موقعبيزبول رفرنس.كوم (الدوري الثانوي) (الإنجليزية)
- ألان لويس على موقع إي إس بي إن.كوم (أم.أل.بي) (الإنجليزية)
- ألان لويس على موقع مشجعي الرسوم البيانية (الإنجليزية)